# Geodetska fakulteta v Zagrebu
Geodetska fakulteta (izvirno hrvaško Geodetski fakultet u Zagrebu), s sedežem v Zagrebu, je fakulteta, ki je članica Univerze v Zagrebu.